# 11665 Dirichlet
Dirichlet (asteroide 11665) é um asteroide da cintura principal, a 2,756478 UA. Possui uma excentricidade de 0,1564206 e um período orbital de 2 157,42 dias (5,91 anos).
Dirichlet tem uma velocidade orbital média de 16,47701201 km/s e uma inclinação de 15,83538º.
Este asteroide foi descoberto em 14 de Abril de 1997 por Paul Comba.
Seu nome é uma homenagem ao matemático alemão Johann Peter Gustav Lejeune Dirichlet.